# Клад Лимы
Клад Лимы — городская легенда, согласно которой американский капитан Уильям Томпсон спрятал сокровища Лимы на острове Кокос.

## Описание легенды
В 1810—1826 годах в южной Америке происходила война за независимость испанских колоний. Осенью 1820 года войска повстанцев под предводительством генерала Хосе де Сан-Мартина наступали с юга. В это же время столица испанского вице-королевства Перу Лима была отрезана с севера от испанских владений войсками Симона Боливара.
В 1821 году войска во главе с Хосе де Сан-Мартином подступили к Лиме. В это время в столице испанской колонии хранились множество ценностей — золотые слитки и усыпанные брильянтами распятия, сабли, эфесы которых переливались драгоценными камнями, тяжёлые платиновые браслеты с рубинами и изумрудами, огромные золотые сосуды, жемчужные ожерелья, а также золотая и серебряная утварь из многочисленных церквей Лимы. Среди этих ценностей была и отлитая из чистого золота почти двухметровая статуя Пресвятой Девы Марии с Младенцем на руках. Стремясь уберечь сокровища от повстанцев, испанская знать решила переправить весившие десятки тонн ценности в Испанию. Но в это время в порту Кальяо не было кораблей. В сентябре в порт по чистой случайности зашла американская шхуна «Mary Dear» («Дорогая Мери») под командованием капитана Уильяма Томпсона. Испанская знать договорилась с Томпсоном, что он за огромное вознаграждение доставит ценности в Испанию. При этом испанцы якобы скрыли, что именно они грузят на судно — официально было объявлено, что грузят государственные документы. К погруженным на судно ценностям была приставлена многочисленная испанская охрана.
Ночью 7 сентября по приказу Томпсона его матросы перебили всех часовых у трюма. После этого они обрубили якорный канат и швартовы, подняли паруса, и шхуна вышла из гавани в море. Так получилось, что в это же время в порт Кальяо вошёл испанский фрегат. С берега к нему подплыла шлюпка, и люди в ней сообщили команде фрегата о том, что Томпсон похитил сокровища. Фрегат, не входя в гавань, развернулся на рейде и погнался за судном Томпсона. После непродолжительной погони быстроходная «Mary Dear» без труда ушла от преследования фрегата и скрылась за горизонтом. После этого Томпсон стал искать на карте наиболее подходящее место для укрытия сокровищ. Капитан остановил свой выбор на острове Кокос, который находился вдали от морских путей. Томпсону было известно, что на этом острове никто не живёт. Шхуна направилась туда, и после прибытия к острову долго двигалась вокруг него, так как остров со всех сторон был окружен скалами, и капитан искал место для выгрузки, где можно будет перетащить сокровища на берег. Наконец капитан принял решение выгрузить ценности в одной из двух бухт, которая называлась Чатам. У матросов ушло три дня на  выгрузку сокровищ на остров и сокрытие их в тайной пещере. После этого Томпсон отдал приказ выбирать якорь и ставить паруса. В это время в бухту зашёл тот самый фрегат, который начал погоню  за шхуной Томпсона возле Кальяо (его капитан догадался, что Томпсон отправится именно на находящийся вдали от морских путей остров Кокос, чтобы спрятать сокровища). Вся команда «Mary Dear» была схвачена испанцами. Они без суда казнили всех пленников, кроме Томпсона и его штурмана — их обоих заковали в кандалы и бросили в канатный ящик, надеясь, что в тюрьме под пытками они укажут место, где зарыты сокровища. Фрегат направился в Панаму. В пути штурман, заболевший на острове жёлтой лихорадкой, умер. Томпсон же ничего не рассказывал о кладе, полагая, что таким образом он сохраняет себе жизнь. Позже Томпсону удалось бежать. По одной из версий, в 1821 году до Панамы дошла волна освободительной борьбы, и Томпсон был среди отпущенных на волю узников испанских тюрем.
Впоследствии Томпсон поселился в Канаде на Ньюфаундленде, где прожил двадцать лет. За это время он постепенно накапливая деньги, чтобы отправиться на остров Кокос и выкопать клад, но средств для этого всё время не хватало. Летом 1841 года Томпсон  познакомился с капитаном английского брига Джоном Киттингом, который в это время готовился совершить плавание из Ньюфаундленда в Вест-Индию. Томпсон попросил Киттинга взять его пассажиром на бриг. Во время плавания Киттинг и Томпсон подружились, и Томсон рассказал Киттингу о сокровищах Лимы, предложив капитану вместе отыскать их и вывезти. Киттинг согласился, но перед самым плаванием Томпсон тяжело заболел и вскоре умер, перед смертью отдав Киттингу карту острова с координатами тайной пещеры.
Вскоре Киттинг организовал экспедицию для поиска сокровищ. В этом деле его компаньоном стал другой капитан по фамилии Боуг, которого Киттинг посвятил в тайну острова Кокос. Судно Киттинга и Боуга после длительного и трудного плавания вокруг мыса Горн достигла Кокоса. Два капитана надеялись скрыть от команды цель посещения острова. Киттинг и Боуг вдвоём сошли на берег под предлогом охоты. По карте они быстро отыскали потайной вход в пещеру, где находились сокровища Лимы. Киттингу и Боугу удалось незаметно для матросов пронести небольшое количество драгоценностей на судно. Капитаны стали сходить на берег каждый день якобы на охоту, при возвращении пронося драгоценности в свои каюты. Однако матросы, возможно,  обо всём догадавшись или проследив за капитанами, в их отсутствие обыскали капитанскую каюту, где нашли мешок с драгоценными камнями. Когда Киттинг с Боугом вернулись на судно, взбунтовавшиеся матросы предъявили им мешок с драгоценностями и потребовали от них «честного» дележа, дав на размышления капитанам десять часов. Ночью Киттинг и Боуг тайно спустили шлюпку, покинули судно и укрылись в джунглях (по другим данным — в пещере на берегу). После их бегства матросы неделю обыскивали весь остров, но никого не нашли. Поделив найденные в каюте драгоценности, матросы на судне ушли с острова. Через некоторое время на остров зашло китобойное судно, чтобы пополнить запас пресной воды и набрать кокосовых орехов. На берегу люди из команды встретили истощённого, заросшего бородой Киттинга. Он рассказал, что его команда, подняв мятеж, захватила бриг с целью заняться пиратством, а он был вынужден спасаться бегством на остров. О своём компаньоне Боуге Киттинг не упоминал, предполагается, что он убил его в пещере при дележе клада. С китобойным судном Киттинг вернулся в Ньюфаундленд, увезя с собой мешочек драгоценных камней, которые в дальнейшем обеспечили ему безбедное существование. Всю оставшуюся жизнь Киттинг хотел ещё раз посетить остров Кокос, но по разным причинам ему это не удалось. Перед смертью он открыл тайну клада Лимы своему другу по фамилии Фицджеральд. Но тот, не имея средств, не сумел организовать экспедицию за сокровищами. Фицджеральд обнародовал историю своего умершего друга Киттинга.
Примерно в эти годы легенда о кладе Лимы стала известна в Америке, а позже и в Европе. Со временем история Томпсона, Киттинга и Боуга превратились в легенду со множеством вариаций. Капитана Уильяма Томпсона стали путать с известным английским пиратом Скоттом Томпсоном, а «Mary Dear» иногда стали называть «Mary Read». В одном из вариантов легенды Томпсон и его штурман, пленённые испанцами, сумели бежать с корабля на остров и скрыться в пещере, то есть были перепутаны истории Томпсона и Киттинга.

### Бенито Бонито
Согласно второму варианту легенды, сокровища Лимы на Кокосе спрятал известный пират Бенито Бонито по прозвищу «Кровавый клинок». По этой версии, принадлежавшие испанской знати сокровища, тайно доставленные в порт Кальяо, стоили 10 миллионов песо (по версии испанцев), или 30 миллионов фунтов стерлингов по английской и 30 миллионов долларов по американской версии. В порту Кальяо стояло пять кораблей, и в трюм одного из галеонов под названием «Релампаго» были тайно погружены ценности. По пути в Испанию, у входа в Панамский залив эскадру пяти кораблей настигло судно пирата Бенито Бонито. В абордажной схватке пираты захватили галеон «Релампаго». Завладев сокровищами, пираты повели судно к острову Кокос. На берегу бухты Уэйфер в подземной пещере подчинённые Бенито Бонито спрятали бочки и сундук с драгоценностями. Спустя какое-то время «Кровавый клинок» и его команда были схвачены, и большая их часть казнены, в том числе и Бенито Бонито, настоящим именем которого было Александр Грахам.

## Попытки отыскать клад
Вычерченная Томпсоном карта с обозначением зарытых сокровищ в разное время принадлежала разным людям. В 1926 году её владельцем стал знаменитый британский автомобильный гонщик Мальколм Кэмпбелл. В том же году Кэмпбелл организовал экспедицию, вложив в неё сорок тысяч фунтов стерлингов, и прибыл на остров Кокос вместе со своими друзьями. Через несколько недель кладоискатели вернулись обратно.
Другие люди, пытавшиеся найти клад Лимы, также возвращались с острова Кокос ни с чем. К середине девятнадцатого века в Америке появилось очень много карт Томпсона. Отдельные копии этой карты были проданы кладоискателям по цене 20 000 долларов. На одних картах-копиях место пещеры с кладом было обозначено в глубине острова у подножия горы, на других — на самом берегу, среди отвесных скал. Карты, сделанные после смерти Фицджеральда, указывали место клада не в пещере, а глубоко под землёй.
Ещё одним известным искателем клада Лимы стал американский фермер-цитрусовод из штата Калифорния Ф. Форбес. По документам своей родословной он установил, что Томпсон приходится ему прадедом. Достоверность хранившейся в семье Форбесов карты острова с пометкой о зарытом кладе не вызывала у фермера никаких сомнений. Форбес предпринял пять попыток отыскать клад Лимы. Чтобы иметь деньги на организацию экспедиции, фермер продал свой участок земли в Калифорнии. Пятая и последняя экспедиция Форбеса на Кокос была в 1950 году и окончилась неудачей.
Англичанин Альберт Эдуардз, стремясь найти клад Лимы, дважды организовывал экспедиции на Кокос. В 1953 году, в третий раз попытавшись найти сокровища, Эдуардз вложил свои сбережения в покупку старой рыбопромысловой шхуны «Хитер Глен». Кладоискатель потратил немало денег на переделку шхуны в экспедиционное судно. Выйдя из Плимута, он достиг острова и после очень долгих поисков  вернулся обратно ни с чем.
Ни по основной карте Томпсона, ни по её «копиям» сокровища Лимы не были найдены.

## Опровержение
Американский историк Гарри Ризберг вместе с историками Лимского университета изучили ряд событий, связанных с освобождением генералом Хосе де Сан-Мартином Аргентины, Чили и Перу от испанского владычества. Выяснилось, что ни в одном из архивов Американского континента нет письменных источников, упоминающих о вывозе ценностей из городского собора Лимы и погрузке их на какое-либо судно в порту Кальяо (хотя в момент наступления армии повстанцев столичная знать и представители высшего духовенства действительно бросились бежать из Лимы к морю). Историки не нашли каких-либо сведений о погрузке ценностей на корабль.
Отправившись в Лиму, Ризберг видел в кафедральном соборе, в нише над алтарём, ту самую золотую статую Девы Марии с Младенцем на руках, которая, согласно легенде, была закопана на острове Кокос.
Британский вице-консул в столице Перу Стэнли Фордхэм также провёл исследование по истории «Клада Лимы». По просьбе Фордхэма местные историки и краеведы собрали подробный материал, который свидетельствовал, что между Лимой и островом Кокос нет никакой связи.